# Centropogon berteroanus
Centropogon berteroanus är en klockväxtart som först beskrevs av Spreng., och fick sitt nu gällande namn av Dc. Centropogon berteroanus ingår i släktet Centropogon och familjen klockväxter. Inga underarter finns listade i Catalogue of Life.